# حصن وليام
حصن وليام (بالإنجليزية: Fort William) حصن عسكري يقع على الضفة الشرقية لنهر هوغلي في كلكتا، غرب البنغال. سمي الحصن نسبة إلى الملك وليام الثالث. بنته شركة الهند الشرقية بين سنتي 1696 و1702.
يعد من أشد الحصون البريطانية مناعةً في شبه القارة الهندية، وكان المركز الدفاعي للراج البريطاني حتى استقلال الهند سنة 1947، مساحة الحصن سبعين هكتارًا، واليوم هو مقر القيادة الشرقية للجيش الهندي.

## تاريخه

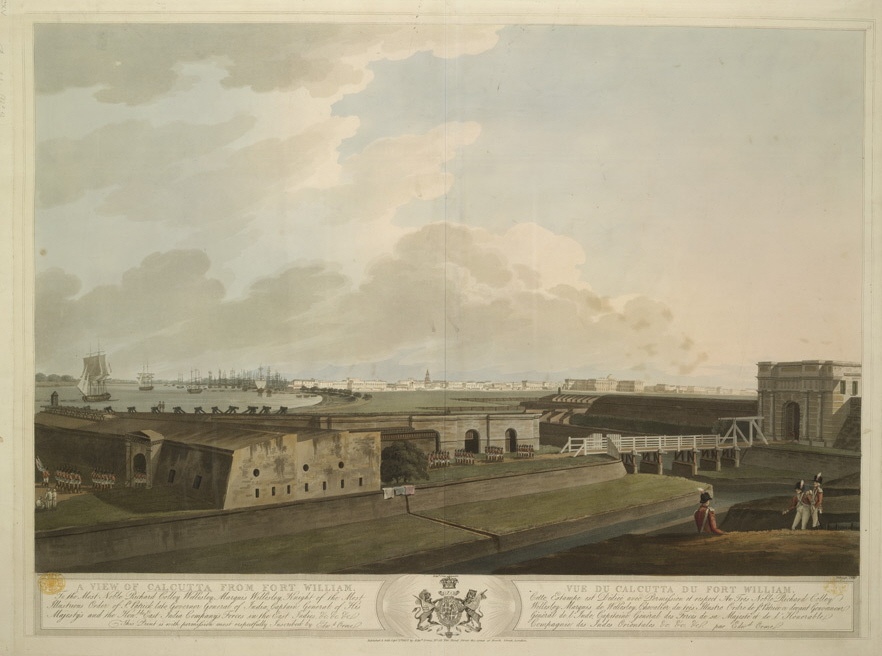
إطلالة على كلكتا من الحصن 1807

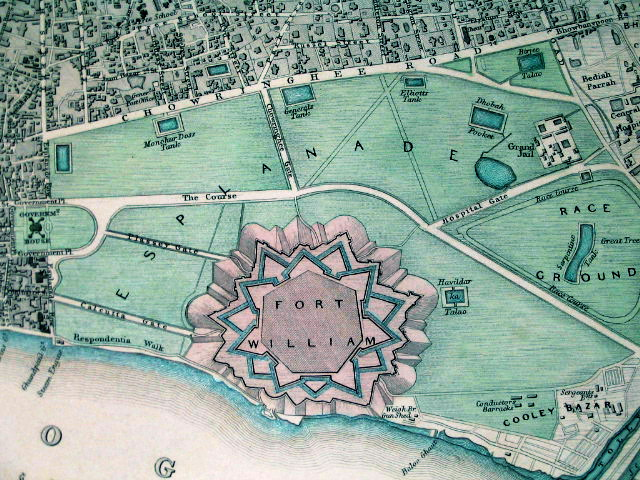
منظر علوي لمخطط الحصن 1844

بنته شركة الهند الشرقية سنة 1696 بعد أخذ الإذن من الإمبراطور المغولي أورنكزيب، وانتهى البناء في سنة 1706. كان البناء الأول للحصن مكونًا من طابقين وأجنحة. في سنة 1756، هاجم نواب البنغال سراج الدولة الحصن وفتح كلكتا وغير اسمها إلى علي نكار (مدينة علي). استعاد البريطانيون كلكتا والحصن بعد معركة بلاسي، وبعد سنة بدأ روبرت كلايف بأعمال ترميم الحصن والتي انتهت سنة1781 بتكلفة تقدر بنحو مليوني جنيه.
الحصن اليوم ضمن ملكية الجيش الهندي، وفيه مقر القيادة الشرقية، مع قدرة استيعابية لعشرة الأف جندي، الحصن تحت الحراسة المشددة، ودخول المدنيين مقيد.
الهند لم تجر أي تغييرات على الحصن، إلا كنيسة القديس بطرس التي كانت المركز الديني للمواطنين البريطانيين في كلكتا، أصبحت الآن مكتبة القيادة الشرقية.
أُنشئ نصب تذكاري للحرب الهندية الباكستانية عند المدخل، ويضم الحصن متحفًا يعرض القطع الأثرية من تلك الحرب، وخاصة المتعلقة بالمعارك في القطاع الشرقي وحرب تحرير بنغلاديش.

### أول محفل ماسوني هندي
افتتح رالف فاروينتر وأعضاء آخرون في شركة الهند الشرقية أول محفل ماسوني هندي عام 1730، بعد وقت قصير من إنشاء المحفل الماسوني الكبير في إنجلترا عام 1713.

## معرض الصور

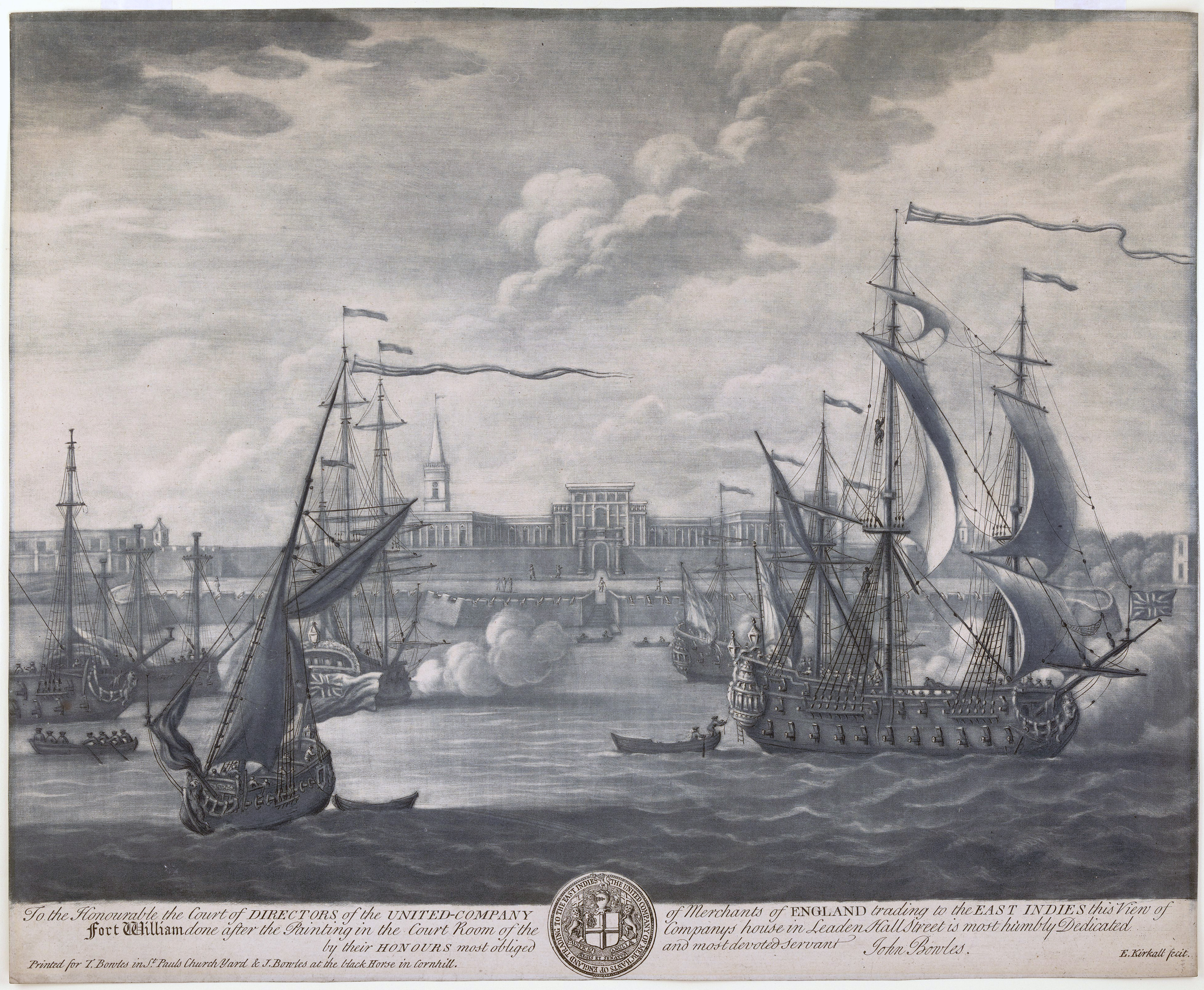
الحصن سنة 1735
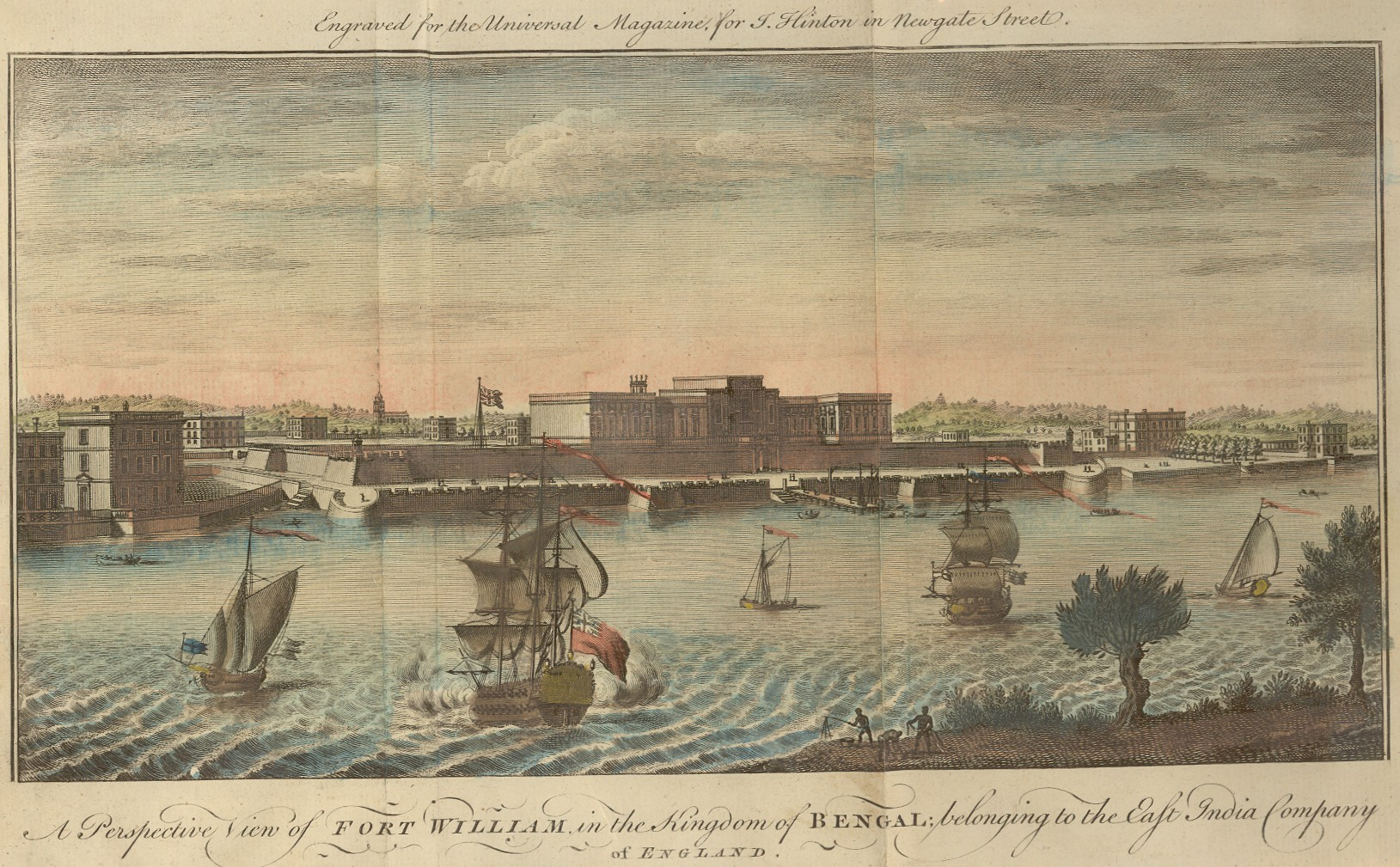
الحصن سنة 1754
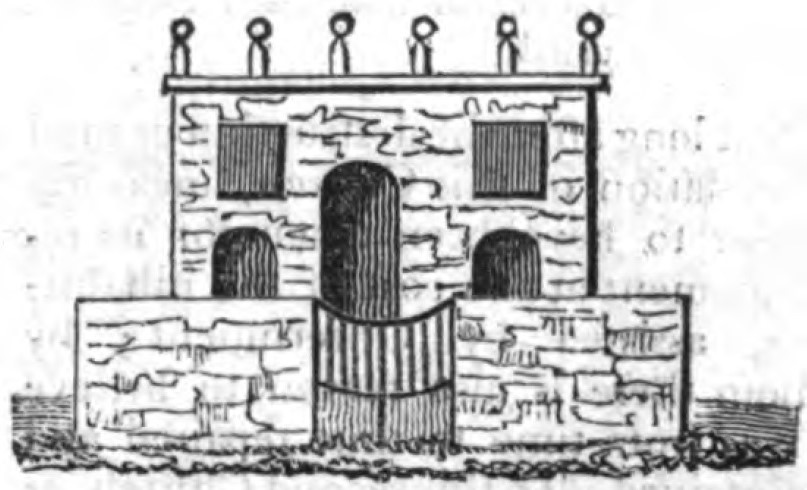
أول مصلى كنسي في حصن وليام، بني عام 1714 (p. 197, March 1824)
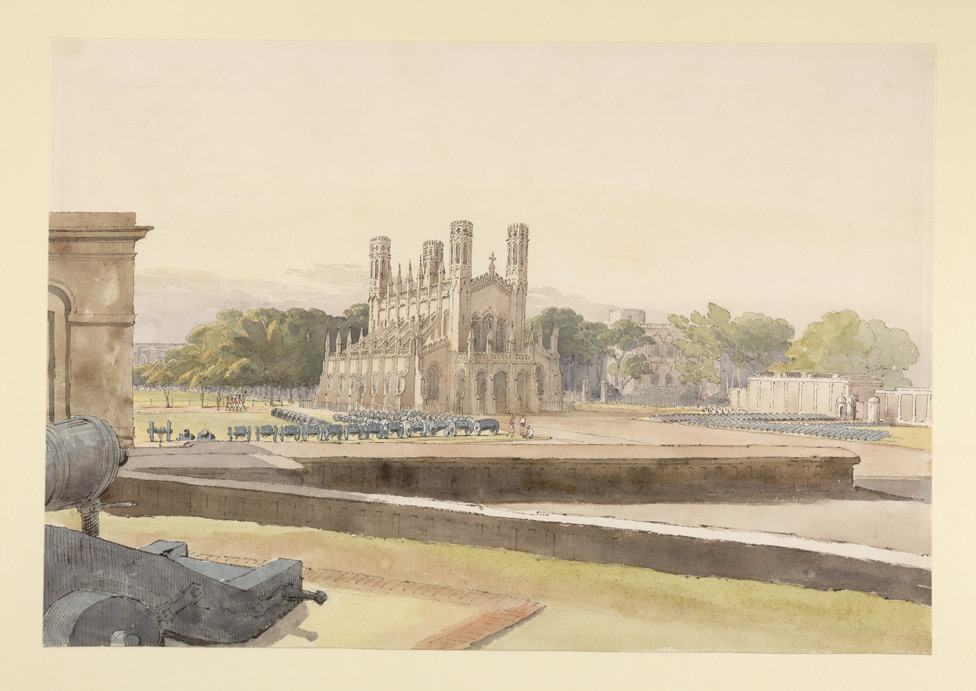
كنيسة القديس بطرس، حصن وليام 1835
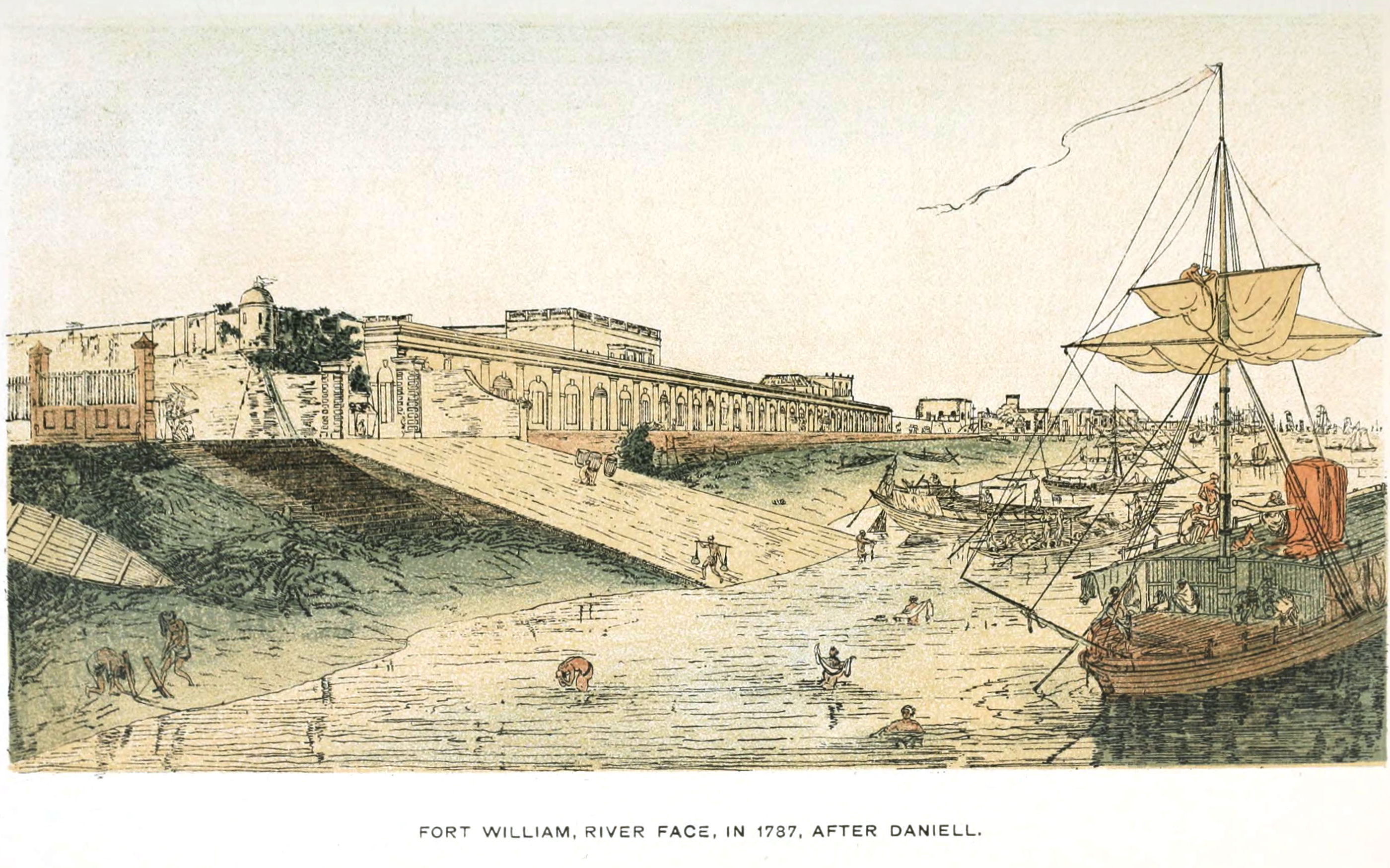
الحصن من جهة النهر، 1786
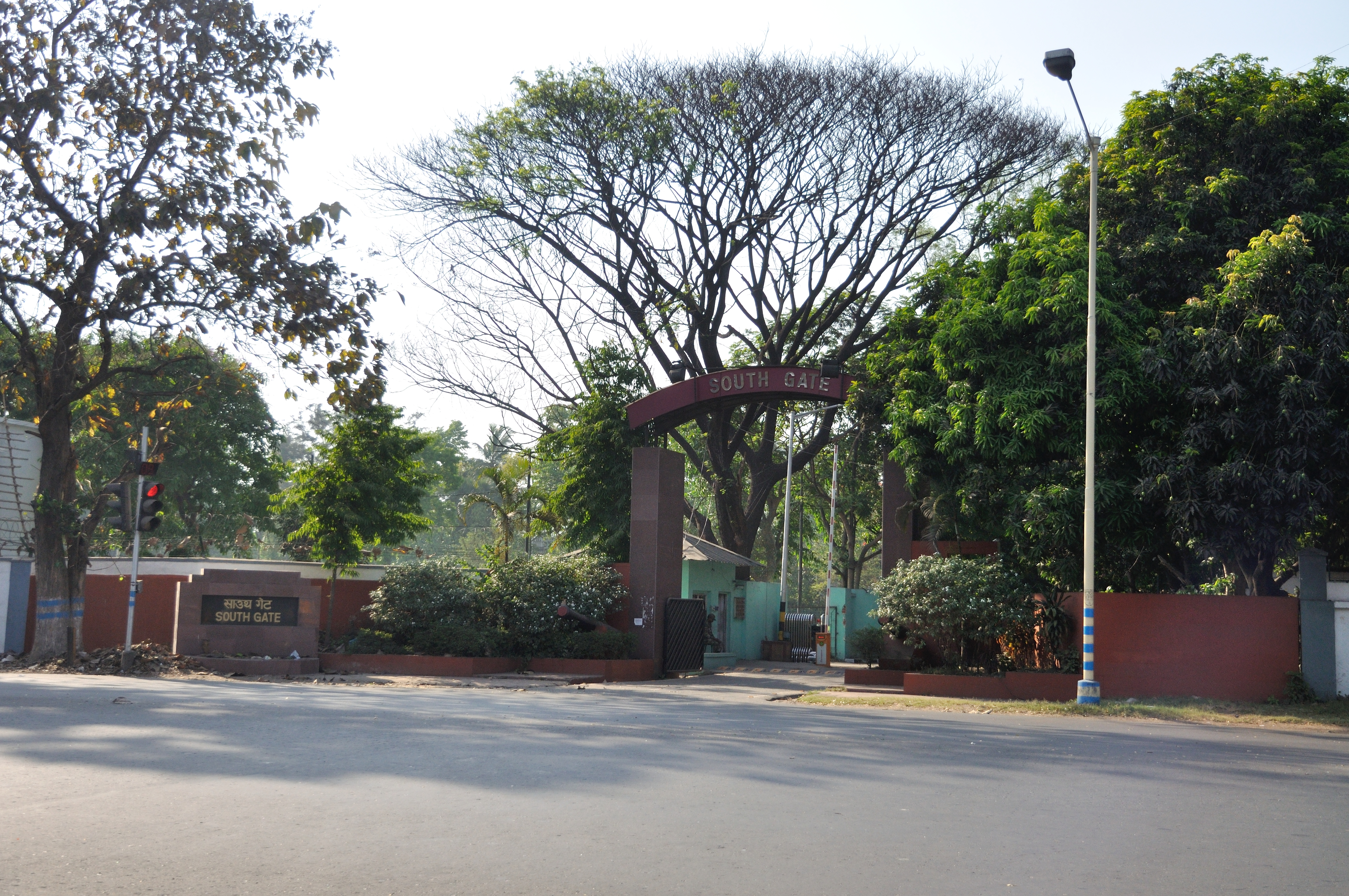
البوابة الجنوبية، حصن وليام 2013
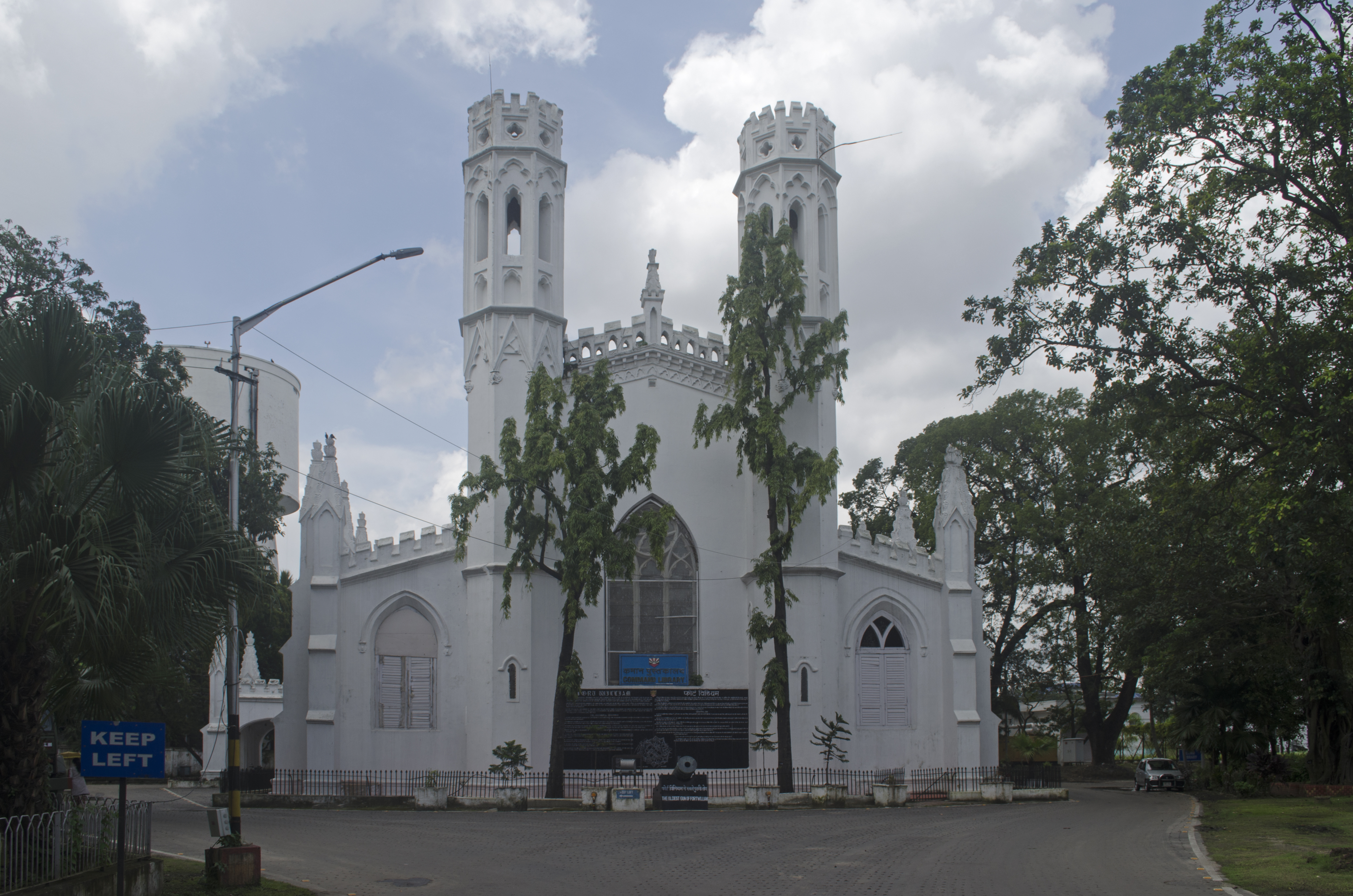
كنيسة القديس بطرس